# Rozen Maiden
Rozen Maiden (ローゼンメイデン, Rōzen Meiden) é uma série de mangá criada pelo grupo PEACH-PIT. Começou a ser publicado em Setembro de 2002 na revista mensal Monthly Comic Birz da GENTOSHA,a Gentosha, por sua vez, publicou oito volumes da série antes do mangá ser transferido para a  revista Weekly Young Jump em 2008. Recebeu uma adaptação para anime de 12 episódios pelo estúdio Nomad, exibidos de Outubro a Dezembro de 2004; uma sequência, Rozen Maiden: Träumend, de 12 episódios, exibidos de Outubro de 2005 a Janeiro de 2006;  um prólogo, Rozen Maiden: Ouvertüre, de 2 episódios, exibidos em Dezembro de 2006; e uma sequência em julho de 2013 Rozen Maiden: Zurückspulen.
Rozen Maiden conta a história de um garoto hikikomori, Sakurada Jun, que encontra uma misteriosa coleção de bonecas com vida.
No "Ranking dos 100 melhores Animes", votado em 2006 pela TV Asahi, Rozen Maiden atingiu a nona posição.
Desde Março de 2007, Rozen Maiden parou de ser publicado na Comic Birz. Alguns acreditam que o motivo disso seja por que houve um desentendimento entre o grupo Peach-Pit, e departamento editorial da revista Comic Birz.

## Plano de Fundo

### Rozen Maidens e o "Jogo da Alice"
As Rozen Maidens são uma coleção de bonecas criadas pelo artesão Rozen, o qual as bonecas se referem como o "Pai". Sua fonte primária de poder é um hospedeiro humano, denominado "médium", que usa um anel simbolizando sua ligação com a boneca, embora algumas bonecas possam agir por conta própria sem um médium. De acordo com Shinku, ela dura 30 minutos sem um médium. Cada boneca tem sua própria personalidade, espírito guardião e habilidade sobrenatural. Sua função aparente é se tornar "Alice", uma garota de beleza suprema que vive dentro do "Pai", a qual é dita como "mais sublime do que qualquer flor, mais pura do que qualquer outra gema, e sem um toque de impureza".
O Jogo consiste em duelos entre as bonecas usando seus espíritos guardiões e suas respectivas habilidades, como a manipulação de vinhas de morango, quanto a energia espiritual vinda de seus médiuns. A boneca que perde o duelo perde sua "Rosa Mystica", a essência de seu ser que permite à boneca a habilidade de se mover. A Rosa Mystica então é coletada e absorvida pela vencedora do duelo. Esta Rosa Mystica contém as memórias e emoções da boneca. A boneca que coletar todas as Rosas Mysticas de suas irmãs irá se tornar Alice. Shinku, a boneca central da série, é notável que enquanto ela não se nega a lutar, ela se nega a tomar esse poder e matar uma boneca-irmã. Supostamente, uma boneca não pode virar Alice se ela perder sua Rosa Mystica ou seu anel (o qual é usado para transferir poder do médium), mas já existiram exceções para essa regra.

### História
Jun Sakurada é um estudante ginasial que se nega a ir a escola devido à traumas resultados de suas experiências traumáticas (ver hikikomori). Ele fica trancado em seu quarto e tem um hobby de pedir produtos supostamente sobrenaturais via online, e os devolve antes que o período de carência se esgote e ele tenha que pagar por eles. Sua irmã mais velha, Nori Sakurada, faz tudo que ela pode para ajudá-lo, mas com poucos resultados na sua tentativa de curá-lo de seus traumas.
Um dia, Jun recebe uma carta alegando que ele ganhou um prêmio, e pergunta se ele "aceita" (まきますか？） ou "não aceita" （まきませんか？）o prêmio. Depois de colocar a carta em sua gaveta como as instruções da carta diziam, ele recebe uma linda caixa trabalhada em madeira. A caixa contém uma estranha boneca, cujas feições parecem de algo vivo, e que vestia roupas no estilo Aristocracia Victoriana. Jun, depois de uma examinação breve, decide dar corda à boneca. Ela declara, "Meu nome é Shinku, a quinta boneca de Rozen Maiden".
Shinku é uma boneca da coleção única "Rozen Maiden", e antes que Jun possa entender a situação em que ele estava ele é atacado por um boneco mandado para elimina- lo. Jun tem que jurar servir Shinku para salvar sua própria vida, e assim ele acaba tornando-se seu médium  encarregado da responsablidade de dar sua energia vital para mantê-la acordada  enquanto ela entra em intensas batalhas com as outras Rozen Maidens.

## Mangá

### Primeira Parte (Comic Birz)
A primeira fase do mangá foi publicada na revista Comic Birz entre setembro de 2002 e julho de 2007, com cada capítulo sendo referido como “fase”. Houve, porém, uma pausa de meses depois de março de 2007, durante a qual houve muita especulação acerca de um desentendimento entre Peach-Pit e o departamento de edição da Birz.
O final de Rozen Maiden foi publicado na edição de julho da revista, com um pedido de desculpas da Peach-Pit aos leitores pelo fim abrupto por meio de um confronto deus ex machina. O mangá, que havia sido publicado em sete volumes, foi encerrado com um oitavo visivelmente mais fino que os anteriores. Esse possui apenas 90 páginas, pouco quando comparado com as 175 páginas dos outros volumes. Cada volume custa 590 yens no Japão. Além do japonês, o mangá também está disponível em chinês, inglês, francês, alemão, italiano, tailandês, coreano e espanhol.
| Volume | ISBN                 | Publicado:                    |
| ------ | -------------------- | ----------------------------- |
| 1      | Japão: 4-344-80212-8 | Japão: 24 de Março de 2003    |
| 2      | Japão: 4-344-80340-X | Japão: 24 de Dezembro de 2003 |
| 3      | Japão: 4-344-80452-X | Japão: 24 de Setembro de 2004 |
| 4      | Japão: 4-344-80505-4 | Japão: 24 de Dezembro de 2004 |
| 5      | Japão: 4-344-80620-4 | Japão: 24 de Agosto de 2005   |
| 6      | Japão: 4-344-80691-3 | Japão: 24 de Janeiro de 2006  |
| 7      | Japão: 4-344-80822-3 | Japão: 24 de Setembro de 2006 |
| 8      | Japan: 9784344810303 | Japan: 23 de Junho de 2007    |

#### Mangá Remodelado
Com o início da publicação da segunda parte de Rozen Maiden, a Young Jump anunciou a produção de uma nova edição (新装版; "edição remodelada") da série original do mangá. Young Jump também prometeu publicar os sete volumes da nova edição mensalmente. Os novos livros possuem capas novas, adornadas com margens douradas, apresentando cada uma das bonecas Rozen Maiden na ordem de sua criação por Rozen. Cada livro contém um cartão postal promocional colorido. Novas páginas coloridas foram supostamente adicionadas.

### Segunda Parte (Weekly Young Jump)
Em março de 2008, um mangá de um único capítulo intitulado Shōjo no Tsukuri-kata ("Como Fazer uma Garota") apareceu na revista japonesa Weekly Young Jump, brevemente contando a história da criação de Shinku. Pouco depois, Peach-Pit anunciou que Rozen Maiden voltaria a ser publicado, desta vez na revista Weekly Young Jump, um fato que se confirmou na edição de 17 de abril de 2008.
A segunda parte da série com capítulos individuais referidos como "Tales", começou na edição 20 da Weekly Young Jump. Apesar de aparecer em uma revista semanal, o mangá continua a ser liberado em parcelas mensais, como era lançado na Comic Birz. O mangá é novamente chamado "Rozen Maiden", e estrelado por um Jun mais velho, agora um estudante universitário, de um mundo paralelo, que não havia feito o acordo com Holie (o espírito artificial de Shinku). A vida rotineira Jun é interrompida quando ele de repente se vê na posse de uma revista semanal intitulada "How to Make a Girl", que vem com uma caixa contendo partes de Shinku. Ele decide unir ela a partir das peças que recebeu, e, depois de receber comunicações misteriosas de alguém dizendo ser ele mais novo (o Jun original), logo é capaz de despertar Shinku. A série continua na seqüência de Jun em luta para lidar com sua nova vida com Shinku e as outras Rozen Maiden, e desvendar muitos dos mistérios provocada pelo fim repentino do mangá anterior. Esta série é uma continuação de Rozen Maiden, mas apresenta "Juns" diferentes. Tanto Jun mais velho e Jun interagem no mesmo universo num ponto do mangá.

### TV mangá
Uma série de anime baseada no mangá também foi lançada. Ela usa a história do anime, e está totalmente em cores e com cenas tomadas do próprio mangá e adaptadas para o formato anime.

## Anime

### Rozen Maiden (Primeira temporada)
A primeira temporada de Rozen Maiden foca primariamente na reabilitação psicológica de Jun Sakurada. Ele é um hikikomori, e passa a maior parte de seu tempo trancado na segurança de seu quarto e pedindo itens pela internet. Entretanto, através de um formulário estranho, ele se encontra possuindo uma boneca encantada que chama a si mesma de "Shinku, a quinta Rozen Maiden". Para o desprazer de Jun, Shinku clama a ele que criem um elo entre os dois, e o garoto socialmente excluído acaba por se tornar o "servo" dela. A série mostra a trajetória dos dois, enquanto eles encontram mais Rozen Maidens, bonecas que na maior parte do tempo não querem nada mais do que beber chá, destruir janelas e desenhar no chão com giz de cera. Nesta temporada, cinco bonecas são introduzidas; Shinku, Hina Ichigo, Suigin Tou, Suisei Seki e Sousei Seki. Suigin Tou é a vilã primária.
A primeira temporada de Rozen Maiden consiste de doze episódios, e começou a ser exibida em 7 de Outubro de 2004, e terminou em 23 de Dezembro de 2004.

### Rozen Maiden: Träumend (Segunda temporada)
A segunda temporada de Rozen Maiden tem um tom um pouco mais sombrio. Träumend significa sonhando em alemão. Os episódios são mais relacionados ao enredo principal, lidando com tópicos como o "Pai" (o criador das Rozen Maidens) e a inevitável conclusão do "Jogo de Alice". Jun ainda não voltou à escola, mas estuda em casa e na biblioteca local para recuperar o estudo perdido, saindo de casa com mais facilidade e, aparentemente, ficando feliz com a presença das bonecas em sua casa. Shinku tem mudado devido aos eventos da temporada anterior, mas ela ainda é aristocrata como sempre, dando lições de moral e punindo Jun sempre que possível. Alguns personagens que não são bonecas são introduzidos nessa temporada. Esses personagens incluem um coelho vestido formalmente e recitador de charadas, além de dois homens misteriosos que operam uma loja de bonecas, um dos quais possui uma estranha semelhança ao "Pai". O último grupo de bonecas são: Kanaria, a segunda boneca, Barasuishou, que se apresenta a sétima boneca e Kirakishou, a verdadeira sétima boneca.
Rozen Maiden: Träumend consiste de 12 episódios, e foi posta no ar em 20 de outubro de 2005, terminando em 26 de janeiro de 2006 pela TBS.

### Detetive Kunkun - Duell Walzer OVA
Duell Walzer OVA é um episódio de 7 minutos do detetive Kunkun. O show é apresentado como uma performance de ópera com cortinas e palco. A história é sobre como o Detetive Kunkun acaba com os planos do gato maligno para roubar uma linda gema de outro personagem. A história pode ser curta, mas o modo como o Detetive Kunkun resolve o crime é brilhante e muito bem planejada. Este episódio mostra o show do Detetive Kunkun através da perspectiva de uma boneca Rozen Maiden.
"Duell Walzer OVA" consiste de apenas um episódio, e foi extraída do jogo Rozen Maiden-Duellwalzer, do PlayStation 2.

### Rozen Maiden: Ouvertüre OVA
Esse especial de duas partes é uma breve introdução aos eventos da série de TV. Ouvertüre, que em alemão significa "abertura", é posicionado em um ponto durante Träumend (mais provavelmente entre os episódios seis e sete) e responde questões críticas sobre o passado de Suigin Tou, particularmente aquelas relacionadas à sua rivalidade com Shinku. A maior parte do especial é contada por Sousei Seki e tem como plano de fundo um flashback do século XIX em Londres. ALI PRhojeCT mais uma vez empresta seus talentos para fazer a música de abertura. Similarmente, Kukui canta a música de encerramento.
Rozen Maiden: Ouvertüre consiste de 2 episódios, e foi ao ar em 22 de Dezembro de 2006 e 23 de Dezembro de 2006 pela TBS no Japão.

### Rozen Maiden: Zurückspulen (Terceira temporada)
Diferente dos outros títulos da série, essa temporada segue a história da segunda parte do mangá, em um universo alternativo, onde Jun não teria aceitado Shinku. Ao contrário do resto da série, a dublagem em inglês foi feita pela Sentai Filmworks e sendo animada pelo Studio Deen.
Rozen Maiden: Zurückspulen foi transmitida no japão entre 4 de julho de 2013 e 26 de setembro de 2013.

## Músicas tema
Abertura
Kinjirareta Asobi (禁じられた遊び Jogo proibido) por Ali Project (Temporada 1)
Seishōjo Ryouiki (聖少女領域 Domínio das Garotas Sagradas) por Ali Project (Temporada 2 - Traümend)
Baragoku Otome (薔薇獄乙女 Prisão rósea das Donzelas) por Ali Project (Ouvertüre OVA)
Watashi no Bara wo Haminasai (私の薔薇を喰みなさい Agora morda minha rosa) por Ali Project (Temporada 3 - Zurückspulen)
Encerramento
Toumei Shelter (透明シェルター Proteção transparente) por refio e Haruka Shimotsuki (Temporada 1)
Hikari no Rasenritsu (光の螺旋律 Melodia espiral da luz) por Kukui (Temporada 2)
Utsusemi no Kage (空蝉ノ影 A sombra da cigarra vazia*) by Kukui (Ouvertüre OVA)
Alternative (オルタナティブ Alternativo) by Annabel (Temporada 3 - Zurückspulen)
- A expressão cigarra vazia na literatura japonesa remete à ideia de uma vida passageira e um mundo efêmero.

## Título dos Episódios
Rozen Maiden
| Episódio | Título Original          | Título Traduzido                     |
| -------- | ------------------------ | ------------------------------------ |
| 1        | 薔薇乙女 Fräulein Rose   | Rose Maiden (Dama da Rosa)           |
| 2        | 雛苺 Kleine Beere        | Hina Ichigo (Pequeno Morango)        |
| 3        | 水銀燈 Mercury Lampe     | Suigin Tou (Lâmpada de Mercúrio)     |
| 4        | 翠星石 Jade Stern        | Suisei Seki (Estrela de Jade)        |
| 5        | 階段 Die Treppe          | A Escadaria                          |
| 6        | 涙 Tränen                | Lágrimas                             |
| 7        | 夢 Träume                | Sonhos                               |
| 8        | 蒼星石 Lapislazuli Stern | Sousei Seki (Estrela de Lapislazuli) |
| 9        | 檻 Die Gefängnis         | A Prisão                             |
| 10       | 別離 Abschied            | Despedida                            |
| 11       | 運命 Schicksal           | Destino                              |
| 12       | 真紅 Reiner Rubin        | Shinku (Rubi Puro)                   |

Rozen Maiden Träumend
| Episódio | Título Original        | Título Traduzido              |
| -------- | ---------------------- | ----------------------------- |
| 1        | 薔薇水晶 Rozenkristall | Barasuishou (Rosa de Cristal) |
| 2        | 槐 Enju                | Enju                          |
| 3        | 金糸雀 Kanarienvogel   | Kanaria (Canário)             |
| 4        | 契約 Vereinbarung      | Contrato                      |
| 5        | 手紙 Der Brief         | A Carta                       |
| 6        | 天使 Engel             | Anjo                          |
| 7        | 茶会 Teegesellschaft   | A Festa do Chá                |
| 8        | 人形師 Puppenmacher    | Criador de Bonecas            |
| 9        | 戒 Der Tadel           | A Advertência                 |
| 10       | 巴 Tomoe               | Tomoe                         |
| 11       | 薔薇園 Rosengarten     | Jardim das Rosas              |
| 12       | 少女 Alice             | Alice                         |

Rozen Maiden Ouvertüre
| Episódio | Título Original | Título Traduzido |
| -------- | --------------- | ---------------- |
| 1        | 悠久 Ewigkeit   | Eternidade       |
| 2        | 虚飾 Eitelkeit  | Vaidade          |

Rozen Maiden Zurückspulen
| Episódio | Título Original | Título Traduzido |
| -------- | --------------- | ---------------- |
| 1        | Tale 1          | Conto 1          |
| 2        | Tale 2          | Conto 2          |
| 3        | Tale 3          | Conto 3          |
| 4        | Tale 4          | Conto 4          |
| 5        | Tale 5          | Conto 5          |
| 6        | Tale 6          | Conto 6          |
| 7        | Tale 7          | Conto 7          |
| 8        | Tale 8          | Conto 8          |
| 9        | Tale 9          | Conto 9          |
| 10       | Tale 10         | Conto 10         |
| 11       | Tale 11         | Conto 11         |
| 12       | Tale 12         | Conto 12         |
| 13       | Tale 13         | Conto 13         |

## Questões não resolvidas
KirakishouBarasuishou, como foi revelado, não é a sétima Rozen Maiden, mas a cópia de uma feita por Enju. Kirakishou, a original, é revelada no fim do último episódio. Seu objetivo, motivação e papel permanecem desconhecidos.
Laplaceà primeira vista, parecia apoiar Enju e Barasuishou na batalha contra as Rozen Maidens, mas no fim ele se afasta das duas, declarando que a diversão chegou ao fim. No fim do último episódio, ele aparece dançando com Kirakishou, segurando duas Rosa Mysticas em suas mãos. Provavelmente, elas são as de Sousei Seki e Hina Ichigo. Quando apareceu no OVA Ouvertüre, dá-se a impressão de que ele controla a duração do Jogo de Alice, já que ele pode forçar as bonecas a voltarem para suas caixas quando os participantes do Jogo terminam seus contratos com seus médiuns.
PaiNo fim de Rozen Maiden Träumend, é revelado que Enju não é o homem conhecido como Rozen, ou "Pai", mas um aprendiz invejoso que buscava sobrepujar a arte de seu mestre. Para esse fim, Enju criou Barasuishou para destruir todas as Rozen Maidens e se torna a boneca perfeita. Ela sucede em tal empreitada, mas como ela não foi feita por Rozen, ela falha em conter todas as Rosa Mysticas e se quebra em pedaços. Rozen então aparece para reparar|ressuscitar todas as bonecas, menos Sousei Seki e Hina Ichigo, as quais foram derrotadas por Rozen Maidens legítimas(Sousei Seki foi derrotada por Suigintou e Hina Ichigo foi derrotada por Shinku). Ele então vai embora depois de revelar a Shinku que existe outra maneira de se tornar Alice sem participar do jogo e ter que matar todas as irmãs pelas suas Rosa Mysticas. Ele também diz a Shinku que é o papel dela descobrir como fazer isso e "consertar as coisas". Precisamente como isso pode ser obtido, entretanto, está em aberto.
O poder mágicoSabe-se que Enju e Rozen tem a habilidade de trazer bonecas para a vida. Entretanto, Shirosaki, ou mais precisamente Laplace, pode mudar sua aparência e se mover de e para um Campo-N à vontade. Jun (no fim da primeira temporada) foi claramente capaz de consertar o braço de Shinku com poder mágico, o qual Suigin Tou comentou como uma habilidade que apenas Rozen possui. Claramente, Jun não é Rozen, ao levar em conta que esse ato aconteceu no mundo dos sonhos de Jun. Entretanto, o talento de costurar de Jun foi capaz de restaurar um boneco para vida mais no começo da série.

## Audio CDs
Rozen Maiden -ローゼンメイデン　ドラマＣＤ (Rozen Maiden Drama CD)
- Data de lançamento: 6 de Junho de 2004

| Personagem                   | Ator                        |
| ---------------------------- | --------------------------- |
| Shinku (真紅)                | Horie Yui「堀江由衣」       |
| Sakurada Jun (桜田 ジュン)   | Kobayashi Sanae「小林沙苗」 |
| Sakurada Nori (桜田 のり)    | Aya Hisakawa 「久川綾」     |
| Suigintou (水銀燈)           | Noto Mamiko 「能登麻美子」  |
| Hinaichigo (雛苺)            | Kaneda Tomoko 「金田朋子」  |
| Suiseiseki (翠星石)          | Mizuki Nana 「水樹 奈々」   |
| Tomoe Kashiwaba (柏葉 巴)    | Kurata Masayo 「倉田 雅世」 |
| Laplace no Ma (ラプラスの魔) | Nakata Jouji 「中田 譲治」  |

Este drama CD foi lançado antes do anime e tem um cast de personagens diferente da série animada.

## Diferenças entre o Anime e o Mangá

### Estilo de Arte
Existem pequenas diferenças entre o estilo de arte entre o mangá e o anime.
- No anime, a arte é mais "limpa" e afiada que a do mangá. Por exemplo, os olhos no mangá consistem de linhas cruzadas e tons texturizados, ao contrário da versão mais limpa do anime.

- O mangá usa cores mais suaves, quase pastéis, para as ilustrações. A coloração usada no anime é muito mais "dura" e facilmente distinguível, enquanto que a ilustração em cores para o mangá usa sombreamentos e uma mistura de cores.

- Alguns detalhes que estão no mangá não foram incluídos no anime. O mais notável são as extremidades dos vestidos das bonecas: no anime, as rendas e laços extra foram retirados e substituídos por barras(do vestido e das mangas)e pontas normais.

- A roupa de Kirakishou é descrita como de um branco puro no mangá, mas é rosado no anime.

### História e personagens
- Enquanto que a primeira temporada retrata Shinku como alguém extremamente sério e requintado, no mangá ela freqüentemente é mostrada em situações comprometedoras e estranhas usando uma versão simplificada de sua face.

- No anime, o mestre de Sousei Seki é mostrado como um senhor de idade, o qual usa ela como uma 'substituição' para seu filho morto. No mangá, o mestre de Sousei Seki é completamente diferente: ele é rico e influente, e usa-a para um fim diferente: se vingar da garota que casou com seu irmão, levando à morte do irmão.

- No primeiro episódio do anime, e o primeiro capítulo do mangá, Suigin Tou manda um boneco para matar Jun quando Shinku desperta. No anime, é um boneco de um palhaço, mas no mangá é um urso de pelúcia chamado "Bu Bear" (クマのブさん)ou "Urso Booh", possivelmente uma referência ao Urso Pooh.

- No mangá, Suigin Tou rasga o urso depois que ele falha em sua missão, mas deixa os restos no quarto de Jun. No anime, o palhaço é rasgado depois de ser acertado pelas penas dos ataques de Suigin Tou enquanto protege Shinku. Nos dois casos, Jun consegue consertar os bonecos.

- Barasuishou, Enju, the Shibasakis, Shirosaki, Sarah e Yamamoto-kun não existem no mangá.

- No mangá, Jun se afasta da escola por causa da humilhação de todos descobrirem em uma reunião que ele gosta de fazer design de roupas femininas. Isto é totalmente diferente do anime. No anime, Jun se afasta depois que todos na sala começam a discutir pelas costas dele como ele falhou em um teste - Mais provavelmente, um teste de entrada para um ginásio muito competido. Isso se tornou em uma experiência traumática para Jun porque ele antes era tido como um gênio na escola.

- Hina Ichigo esgota seu poder depois que o Pai corta sua ligação espiritual no anime. No mangá, seu corpo é tomado por Kirakishou, a qual de outra forma não teria manifestação física, no Campo N. Nas duas versões, Shinku pega sua Rosa Mystica.

- No mangá, Suigin Tou rouba a Rosa Mystica de Sousei Seki depois que ela sacrifica a si mesma pelo seu mestre. No anime, Suigin Tou ganha a Rosa Mystica depois de lutar com Sousei Seki.
- No mangá, Suigintou é mais descontraída, tem momentos cômicos e faz piadas. No anime, seu lado sombrio ganhou ênfase, e ela foi retratada como uma vilã, mais fria e cruel.

### Sites oficiais
- (em japonês) PEACH-PIT Os Criadores de Rozen Maiden
- (em japonês) Rozen Maiden Site oficial da primeira temporada de Rozen Maiden
- (em japonês) Rozen Maiden träumend Site oficial da segunda temporada de Rozen Maiden
- (em japonês) Rozen Maiden ouvertüre Site oficial do OVA ouvertüre
- (em japonês) Rozen Maiden Duellwalzer Site oficial do jogo de Playstation 2 Duellwalzer
- (em japonês) Gentosha Comics Editora da Birdz Comics
- (em inglês) TOKYOPOP Editora americana do mangá
- (em alemão) TOKYOPOP Editora alemã do mangá e anime